# Adeonella atlantica
Adeonella atlantica är en mossdjursart som beskrevs av Busk 1884. Adeonella atlantica ingår i släktet Adeonella och familjen Adeonellidae. Inga underarter finns listade i Catalogue of Life.